# Ennemis Intérieurs
Ennemis Intérieurs é um filme de drama em curta-metragem francês de 2016 dirigido, escrito e produzido por Sélim Azzazi. Foi indicado ao Oscar de melhor curta-metragem em live action na edição de 2017.

## Elenco
- Hassam Ghancy
- Najib Oudghiri
- Stéphane Perrichon
- Nasser Azazi
- Amine Brossier
- Farès Azazi